# Urochroa
Urochroa är ett släkte med fåglar i familjen kolibrier som återfinns i Sydamerika från Colombia till Peru. Det omfattar numera två arter:
- Rostmustaschkolibri (Urochroa bougueri)
- Vitstjärtad kolibri (Urochroa leucura)

Tidigare behandlades de som en och samma art, under namnet vitstjärtad kolibri (U. bougueri).